# Qutbuddin Aibak
Qutbuddin Aibak (Perzisch: قطب الدین ایبک; gestorven Lahore, 1210) was de stichter en eerste sultan van het sultanaat Delhi. Oorspronkelijk was hij een Turkse slaaf, die als generaal in het leger van de Afghaanse veroveraar Muhammad Ghori diende. Na de dood van Ghori in 1206 wist Qutbuddin Aibak een eigen rijk te stichten in het noorden van India met als hoofdstad Delhi. Hij zette een bestuurlijke administratie op, wat ongebruikelijk was bij eerdere islamitische krijgsheren die India vanuit het noordwesten binnenvielen.

## Levensloop
Qutbuddin Aibak werd geboren in Afghanistan, vanwege zijn naam mogelijk in de plaats Aybak in de provincie Samangan. Waarschijnlijk een kind van arme ouders, werd hij als slaaf verkocht aan de militaire machthebbers, een in die tijd gebruikelijke gang van zaken. De op deze wijze verkregen slaven kregen een goede opleiding en werden gebruikt als soldaten, ambtenaren of zelfs bevelhebbers. Qutbuddin Aibak diende als militair bevelhebber de gouverneur van Ghazni, Muhammad Ghori, die vanuit Afghanistan veroveringstochten organiseerde in het noorden van India. Qutbuddin was verantwoordelijk voor de inname van de stad Delhi in 1193 en diende daarna als gouverneur van de Indiase delen van het rijk. Na Muhammad Ghori's dood in 1206 bleef Qutbuddin Aibak een groot deel van de Indus-Gangesvlakte en delen van het huidige Afghanistan regeren, nu als zelfstandig sultan. Hij was de stichter van de Slavendynastie van Delhi. Hij verplaatste zijn hoofdstad van Lahore naar deze laatste stad.

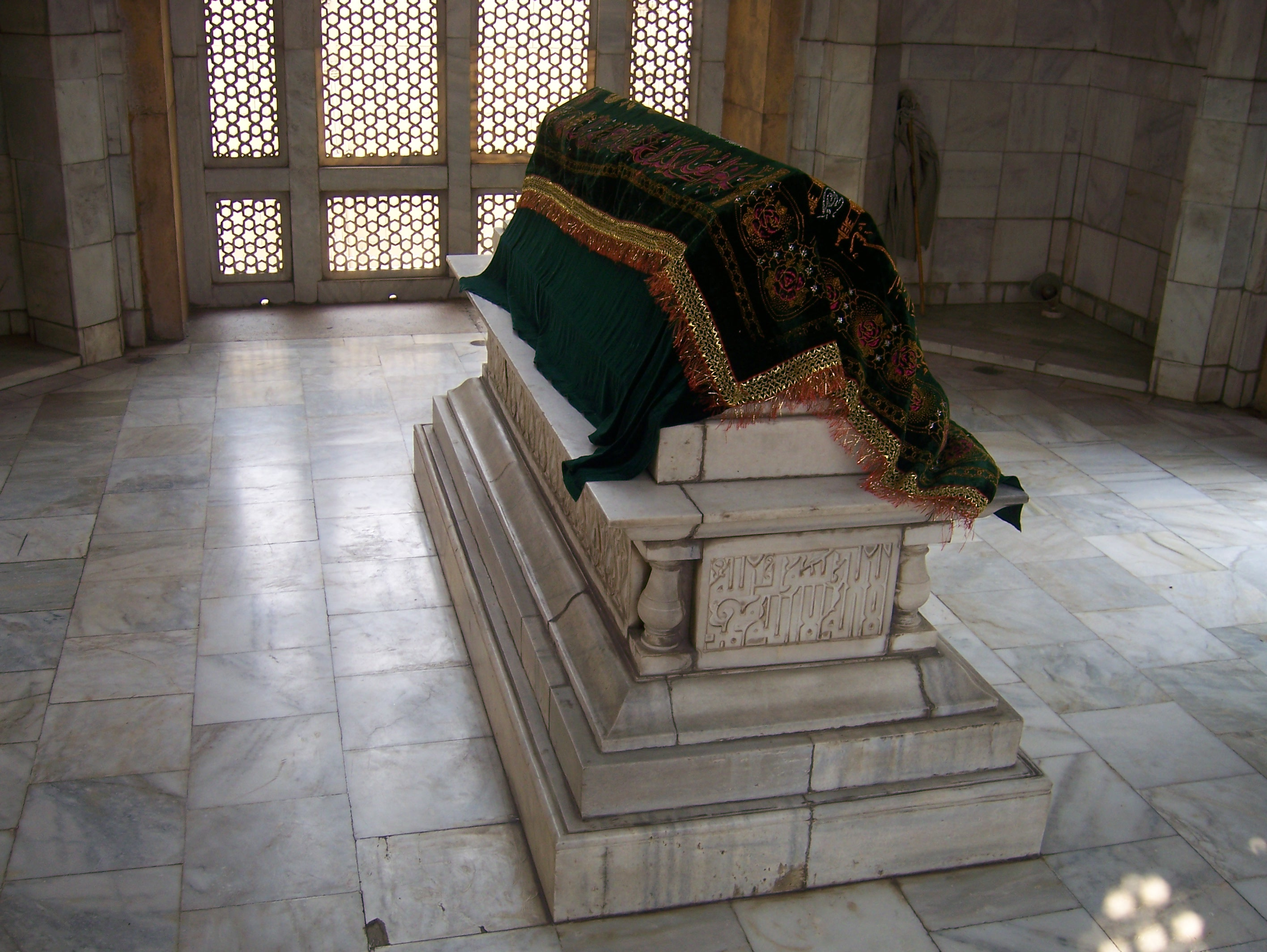
Graf van Qutbuddin Aibak in Lahore, Pakistan

Als sultan was Qutbuddin Aibak vooral bezig zijn rijk te consolideren. Hij liet op verschillende plekken verdedigingswerken aanleggen. Ook begon hij de constructie van de Quwwat-ul-Islammoskee en de Qutb Minar in Delhi. Omdat hij slechts vier jaar regeerde zouden deze bouwwerken pas gereed komen onder zijn opvolgers.
Qutbuddin Aibak kwam om bij een ongeluk tijdens een polowedstrijd in Lahore. Hij werd opgevolgd door zijn zoon Aram Shah, die zijn vader echter niet lang overleefde. Daarop kwam Shamsuddin Iltutmish, een schoonzoon van Qutbuddin, aan de macht.